# Sockerexperimentet
Sockerexperimentet är en svensk dramafilm från 2023, baserad på de så kallade Vipeholmsexperimenten. Filmen är regisserad av John Tornblad, som även skrivit manus tillsammans med Helena Johansson och Johan Fågelström. Filmen är ett resultat av projektet Filmrampen finansierat av Allmänna arvsfonden. Alla intäkter från filmen går oavkortat in i en filmfond som ska användas för att stödja nya filmprojekt av, med och för personer med funktionsnedsättning.
Filmen hade biopremiär i Sverige den 10 februari 2023, utgiven av Affekt Film.

## Handling
Filmen kretsar kring de så kallade Vipeholmsexperimenten som ägde rum mellan 1947 och 1949 på Vipeholms sjukhus. Johanna som har en funktionsvariation bor på Vipeholms sjukhus, utanför Lund, tillsammans med andra personer som också har funktionsnedsättningar. Hon blir blixtförälskad i Vilgot som också är intagen på sjukhuset. När rutinerna kring maten plötsligt ändras och Vilgot blir allt sjukare så börjar Johanna misstänka att det kan ha något med ett experiment att göra.

## Rollista (i urval)
- Sandra Redlaff – Lovisa Lager
- Per Ragnar – Anton Göhrder
- Amanda Malmberg – Johanna Karlsson
- Isak Bruno – Vilgot Sjöstedt
- Elisabeth Ehde Torbjörnsdotter –  Therese Rydberg
- Magnus Af Sandeberg – Erling Persson
- Hanna Ullerstam – Elsie Karlsson
- Henrik Norman – Helge Bergström
- Emanuel Blom – Arne
- Tony Lundgren - Björn Isaksson

## Arvsfondsprojektet
I arvsfondsprojektet Filmrampen fick personer med funktionsnedsättning grundläggande kunskaper om filmproduktion genom att de fick arbeta tillsammans med ungdomar med tidigare filmerfarenhet samt med stöd av professionella filmarbetare.
Filmrampen drevs 2019 - 2022 av Studiefrämjandet Fyrbodal och syftet var att med filmen som verktyg skapa kontaktytor mellan människor, oavsett funktionsförmåga. Projektarbetet samlades kring produktionen av långfilmen Sockerexperimentet. Filmen har en viktig roll även efter projektet för att sprida kännedom hos allmänheten om personer med funktionsnedsättning och deras historia.
Den metod som utvecklats i projektet har samlats i ett handledningsmaterial för vidare spridning. Efter projektets slut ansvarar Studiefrämjandet för att fortsatt stödja filmproduktioner samt att arrangera filmstudiecirklar för personer med funktionsnedsättning och ungdomar samt organisationer och institutioner som på ett eller annat sätt kommer i kontakt med målgrupperna eller området film.